# Bruno Barreto
Pour les articles homonymes, voir Barreto.
Bruno Barreto, né le 16 mars 1955 à Rio de Janeiro (Brésil), est un réalisateur brésilien.

## Biographie
C'est un des représentants du cinéma brésilien qui s'est fait connaître dans le reste du monde. Il devient connu au Brésil en adaptant deux célèbres romans brésiliens. Puis en 1990, il réalise un film produit par Paramount Pictures. En 1996, Fine Line Features produit un autre de ses films. TFM Distribution produit un de ses films en 2003.
En 2005, Cinéma Public Films organise en France une rétrospective de ses films. En 2009, c'est le Filmfest Oldenburg qui organise une rétrospective en Allemagne.
Il a été l'époux d'Amy Irving de 1996 à 2005.

## Filmographie
- 1970 : Este silêncio pode significar muita coisa (court métrage)
- 1971 : Emboscada (court métrage)
- 1973 : Tati (Tati, a Garota)
- 1974 : A Estrala sobe
- 1976 : Dona Flor et ses deux maris (Dona Flor e Seus Dois Maridos)
- 1978 : Amor bandido
- 1981 : O Beijo no asfalto
- 1983 : Gabriela (Gabriela, Cravo e Canela)
- 1986 : Além da Paixão
- 1987 : Romance da empregada
- 1990 : État de force (A Show of Force)
- 1992 : The Heart of Justice (téléfilm)
- 1996 : État de force, d'après un roman de Jim Harrison
- 1997 : Quatre jours en septembre (O Que É Isso, Companheiro?)
- 1998 : Pur et dur (One Tough Cop)
- 2000 : Bossa Nova et vice versa (Bossa Nova)
- 2003 : Hôtesse à tout prix (View from the Top)
- 2005 : Roméo et Juliette se marient (O Casamento de Romeu e Julieta)
- 2007 : Caixa Dois
- 2008 : Rio ligne 174 (Última Parada 174)
- 2013 : Crô: O Filme
- 2013 : Reaching for the Moon (Flores Raras)